# Zacherlhaus

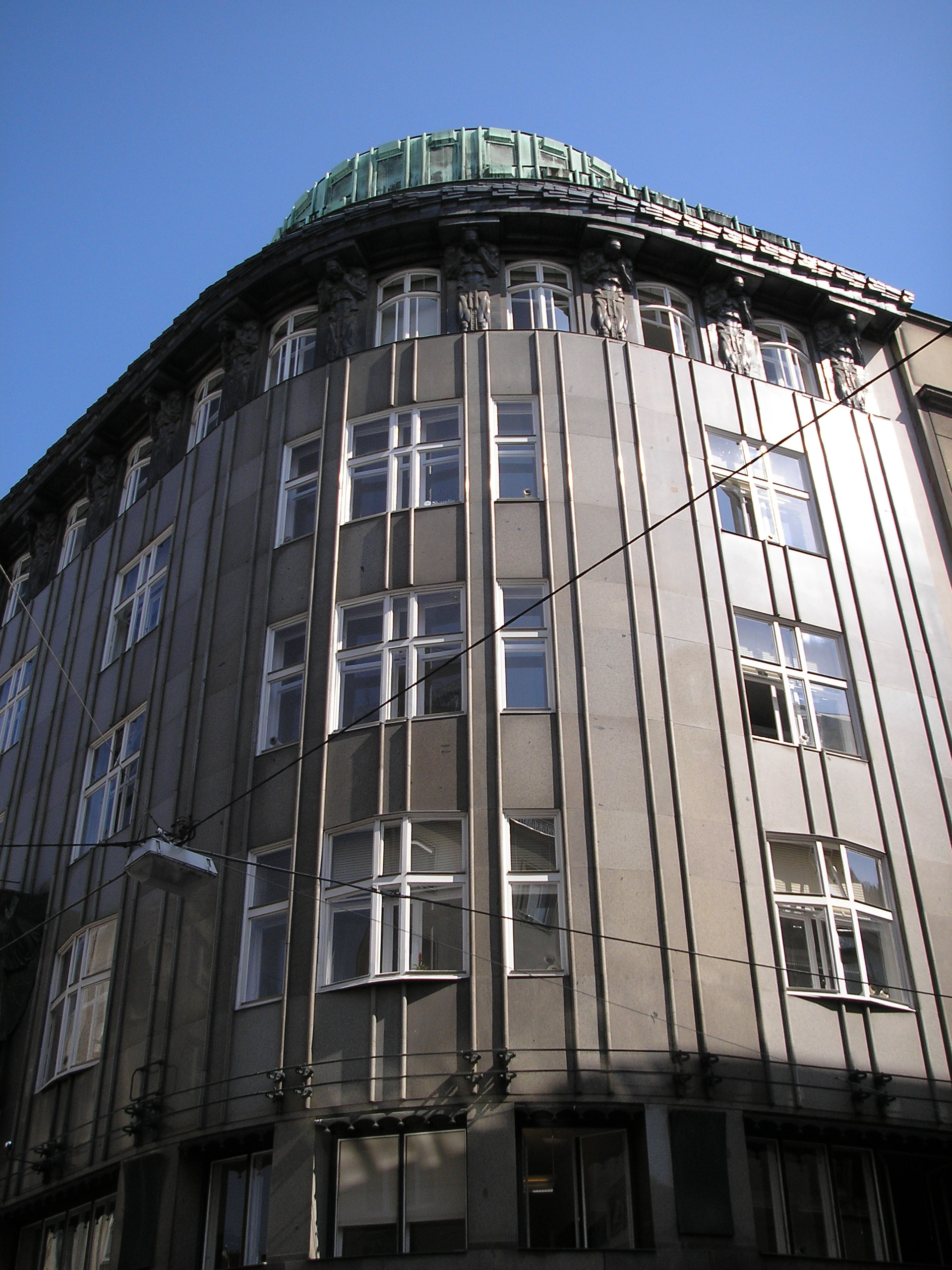

El Zacherlhaus es un edificio residencial y de negocios diseñada por Jože Plečnik y construido entre 1903 y 1905 en el distrito 1 de Viena, el Innere Stadt.
La construcción fue encargada por Johann Evangelist Zacherl, hijo del magnate industrial Zacherl Johann, quien construyó la Zacherlfabrik. Fue uno de los primeros edificios modernos construidos en el Wildpretmarkt, en el centro de Viena. La fachada está hecha de placas de granito pulido gris; la cornisa artísticamente ejecutados es también digna de mención. La figura del Arcángel Miguel en la fachada es obra de Fernando Andri, mientras que las cariátides fueron ejecutadas por Franz Metzner. La escalera ovalada cuenta con una lámpara que se asemeja a un insecto, lo cual es una referencia a los insecticidas, la producción que había hecho rica a la familia Zacherl.
En 1949, fue necesario restaurar el Zacherlhaus después de haber sido dañado durante la Segunda Guerra Mundial.
Hoy en día, la Zacherlhaus es un edificio protegido. Es uno de los ejemplos más importantes de la obra de la escuela de Otto Wagner. Pertenece a los descendientes de Johann Zacherl y se utiliza como espacio de oficinas.
- Datos: Q139688
- Multimedia: Zacherl-Haus / Q139688